# Nizamüddin Ahmed Pasha
Nizamüddin Ahmed Pasha était un homme d’état ottoman qui fut le deuxième grand vizir de l’Empire ottoman de 1331 à 1348.